# سونيتة (أغنية)
أغنية السونيتة هي أغنية من لون البوب البريطاني للفرقة الموسيقية ذا فيرف (The Verve) من ألبومهم الثالث، نحت عنوان التراتيل الحضرية ((بالإنجليزية: {{{1}}})‏ Urban Hymns).
وعنوان الأغنية سونيتة (بالإنجليزية: Sonnet)‏ يعني الأغنية القصيرة، وهي كلمة مشتقة من الإيطالية (بالإيطالية: sonetto)‏،
خرج الألبوم حيز الوجود إلى الساحة الفنية يوم 2 مارس من عام 1998.

## الفيديو كليب
قُدم فيديو كليب الأغنية بشكل فريد من نوعه، حيث يظهر فنان البوب البريطاني ريتشارد أشكروفت في مقطع يبدأ من بعيد مع اقتراب العدسة نحوه تدريجيا. يبدو المظهر الأولي وكأنه في مرآب سيارات حيث يجلس ريتشارد أشكروفت وهو على كرسي مع خلفية تتغير وتنقلب إلى مناظر مختلفة تساير إيقاع الموسيقى من منظر المرآب إلى منظر من المناظر الطبيعية المتغيرة.

## وصلات خارجية
- الأغنية على موقع سنونغ فاكتس